# Front Page (film)
Pour plus de détails, voir Fiche technique et Distribution.
Front Page (新半斤八兩, Sun boon gan bat leung) est une comédie hongkongaise co-écrite et réalisée par Philip Chan et sortie le 24 août 1990 à Hong Kong. Il s'agit d'une reprise du film culte Mr Boo détective privé de 1976.
Septième film à réunir les trois frères Hui (si l'on compte le film Prise de bec à Hong Kong où Sam ne fait qu'un caméo), cette comédie récolte plus de 26,3 millions HK$ de recettes mais ne se hisse pas à la tête du box-office hongkongais de l'année ce qui constitue l'unique cas chez les sept films des frères Hui. Michael Hui remporte avec ce film le Hong Kong International Artists Association du meilleur acteur.
La bande-originale du film est composée et interprétée par Sam Hui, une habitude pour les films des frères Hui.

## Synopsis
Hui (Michael Hui) est l'éditeur en chef de Truth Weekly, un magazine intellectuel qui enchaîne les ventes médiocres. Il est pour cette raison sur le point de déposer le bilan. L'instructeur en arts martiaux Bill le fou (Sam Hui), récemment licencié, postule pour un poste au magazine. Il propose à Hui de se concentrer en particulier sur les scandales impliquant des célébrités. Hui accepte cette idée, et avec l'employé Fly (Ricky Hui), ils fabriquent des potins pour soutenir le prochain numéro.
Ce trio décide d'espionner Sandy Cheung (Catherine Hung), réputée pour sa pureté et son innocence dans l’industrie du divertissement, et son mariage avec le fils d'un magnat de la joaillerie. Ils la suivent dans un salon de beauté et espèrent la prendre en photo avec une fausse poitrine pour provoquer un scandale, mais elle s'avère être là uniquement pour des soins de peau. Plus tard, ils jouent les idiots et gagnent la sympathie de Sandy pour se rapprocher d'elle et réussissent à prendre des photos intimes d'elle avec Bill.
La veille de la publication des nouvelles, alors que la conscience de Bill et Fly les rattrape, ils s'emparent des négatifs des photos et les rapportent à Sandy lors de ses fiançailles. Cependant, c'est à ce moment que des voleurs prennent le contrôle de la fête et prennent Sandy en otage pour menacer son fiancé à leur remettre tous les bijoux de sa bijouterie. À ce moment, Hui, Bill et Fly se mettent à prendre beaucoup de photos de la scène. Le fiancé de Sandy refuse de remettre ses biens, mettant ainsi la vie de Sandy en danger. Heureusement, Bill la sauve et repousse les voleurs avec ses talents en arts martiaux. Finalement, Truth Weekly se refait une santé grâce à cette affaire de prise d'otage avec de fortes ventes. Les voleurs, qui tentent de fuir Hong Kong, sont également appréhendés. Hui et son équipe reçoivent des prix de bons citoyens et 800 000 HK$ de la police, tandis que Bill gagne le cœur de Sandy.

## Distribution
- Michael Hui : Hui, directeur et éditeur en chef de Truth Weekly
- Sam Hui : Bill Lee le fou, nouvel employé de Truth Weekly qui était auparavant vendeur, chauffeur de taxi et professeur d'arts martiaux
- Ricky Hui : Fly, un employé de Truth Weekly
- Catherine Hung : Sandy Cheung, une célébrité
- Louise Lee : Mme. Hui, la femme de Hui
- Lau Siu-ming : Frère Shun, le chef des voleurs
- Teresa Mo : Mme. Ho, la propriétaire de Truth Weekly
- Paul Chun : Dr. Pong, un chirurgien esthétique
- Joe Tay : Sang, un employé de Truth Weekly
- Winnie Lau (en) : Pinky, une employée de Truth Weekly
- Tai Po : un cascadeur en colère contre Hui
- Bonnie Fu : la belle-sœur de Robert
- Yu Sin-man : Anita Mui
- Lee Hoi-sang : Dragon
- Lai Man-cheuk : Sloppy
- Teddy Yip : Kent, un employé de Truth Weekly
- May Law : May, une employée de Truth Weekly
- Tsang Kan-wing : Mr. Leung, un employé de banque
- Stanley Hui : le commissaire de police
- Lawrence Lau : un étudiant en arts martiaux
- Yuen Shun-yee : le maître en arts martiaux
- Chan Ka-pik : le réceptionniste du Dr. Pong
- Mak Yan-wa : l'assistant du Dr. Pong
- Chiu Yun-kan : Robert Li
- Nip Pang-fung : un voleur
- Wan seung-lam : un voleur
- Chu Tat-wai : un voleur
- Kingdom Yuen (en) : une invitée en retard au bal de Robert
- Lau Chan-au : un invité en retard au bal de Robert
- Yu Kin-shing : Wong, un chauffeur
- Law Shu-kei : le directeur de l'orphelinat
- Melvin Wong
- Roger Thomas : un invité de la fête
- Ho Chi-moon : un invité de la fête
- Cho Sai : un invité de la fête
- Lee Wah-kon : un invité de la fête
- Ng Wing-sum : un étudiant en arts martiaux

## Réception critique
Andrew Saroch de Far East Films donne au film une note de quatre étoiles sur cinq, faisant l'éloge de la complémentarité entre les trois acteurs principaux et de son message drôle et moral, le qualifiant de « comédie sophistiquée ». Dans son livre, The Hong Kong Filmography, 1977–1997: A Reference Guide to 1,100 Films Produced by British Hong Kong Studios, John Charles donne au film une note de 5/10 et décrit le film comme « à court d'idées nouvelles », mais « plutôt satisfaisant même si les attentes sont déçues ».